# Intrekbare roerpropeller

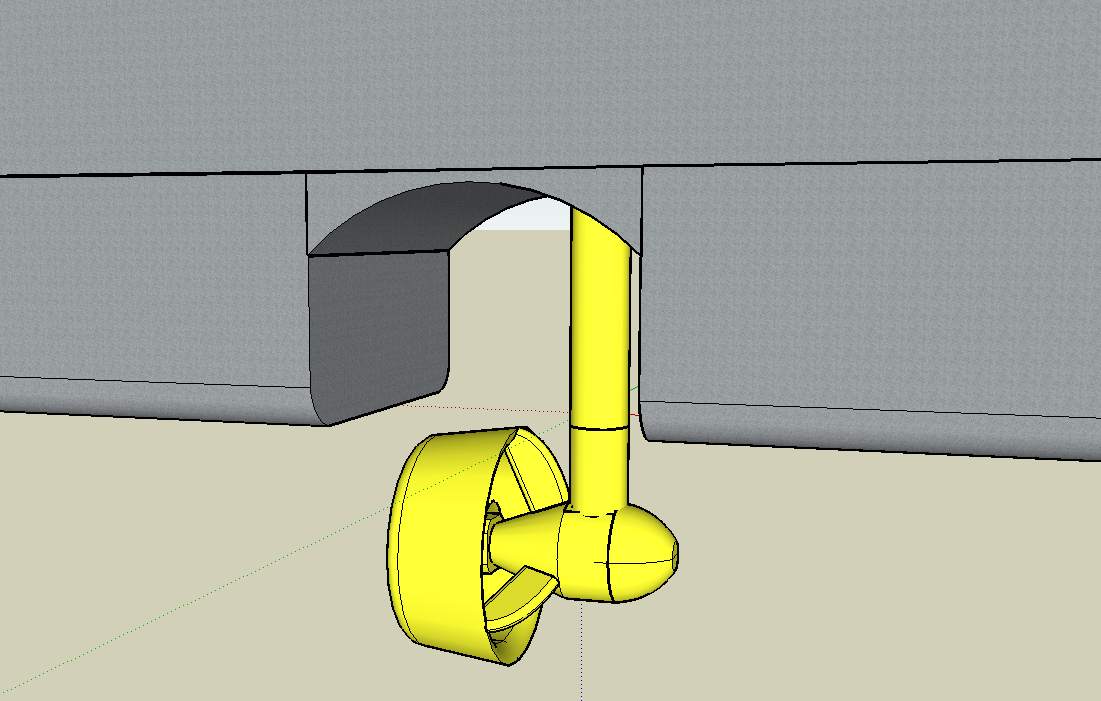
Roerpropeller

De gewone roerpropeller is vast gepositioneerd onder de romp van het schip, terwijl de intrekbare roerpropller zich in en uit de scheepsromp kan verplaatsen.

## Gebruik
Op een ankerbehandelingssleepboot is een normale roerpropeller niet geschikt. Dit omdat deze te gevoelig voor schade is als men over kabels vaart. De oplossing hiervoor is de intrekbare roerpropellor. Wanneer er kans op schade is kan men de roerpropeller beschermd in het schip houden, wanneer men zeker is dat de romp vrij is van kabels kan men de roerproppeller uit het schip plaatsen. 

## Voordelen
- Men kan een zuinigere aandrijving gebruiken om langere afstanden te varen.
- Wanneer het schip extra trekkracht nodig heeft kan het de roerpropeller bijplaatsen.
- Wanneer het schip extra nauwkeurig moet manoeuvreren kan men de roerpropeller bijplaatsen.
- Wanneer de extra roerpropeller niet nodig is biedt deze geen extra weerstand.
- Wanneer het schip strandt is de ingetrokken roerproppeller niet beschadigt.
- Met de roerpropeller ingetrokken kan men in kleinere waterdieptes varen dan bij een vaste roerpropeller.

## Nadelen
- Het systeem om de roerpropeller in en uit de scheepsromp te verplaatsen is delicaat en gevoelig voor schade.
- Het is duurder dan een vaste roerpropeller.

## Toepassing op dynamic positioning
Een schip dat beschikt over dynamic positioning moet haar koers en snelheid constant houden door middel van haar propellers. Als het schip intrekbare roerpropellers heeft kan het schip grote afstanden afleggen met de roerpropellers in het schip. Zo heeft het schip geen last van extra weerstand. Wanneer het schip dan op een project is, kan het de roerpropellers uitklappen en gebruiken voor dynamic positioning.

## Bijdrage aan totale paaltrek
De extra trekkracht die de roerpropeller kan leveren is een belangrijk voordeel. Wanneer deze geplaatst is op een sleepboot kan dit bijleveren tot de totale paaltrek. Wel gaat er een deel van het totale vermogen verloren aangezien de roerproppeller turbulentie zal creëren wat het aanvoerwater van de hoofdmotoren zal verstoren.

## Varianten
Bijkomend bestaat ook de intrekbare tunnelroerpropeller. Dit is een intrekbare roerproppeller die, wanneer ingetrokken fungeert als een normale boeg- of hekschroef. Op deze manier kan de propeller ook gebruikt worden bij een geringe diepgang.